# Thomas Wydeville
Thomas Wydeville (auch Wydville oder Woodville; * um 1364; † nach Juli 1435) war ein englischer Politiker. 

## Herkunft
Wydeville entstammte einer Familie der Gentry von Northamptonshire. Die Familie war zwar alteingesessen, doch erst sein Großvater Sir Richard Wydeville nahm als erstes Familienmitglied öffentliche Ämter wie das des Sheriffs und als Parlamentsmitglied wahr. Thomas Wydeville wurde vermutlich als ältester Sohn von John Wydeville und dessen ersten Frau Katherine Fermbrand geboren. 

## Leben
Wydeville wird im April 1394 erstmals erwähnt. Als Gefolgsmann von Thomas de Beauchamp, 12. Earl of Warwick, einer der Lords Appellants, wird er im Oktober 1398 begnadigt. Er selbst diente später auch dessen Sohn Richard de Beauchamp, 13. Earl of Warwick. Unter Captain Edward, Duke of Aumâle nahm er 1399 am vergeblichen Feldzug von König Richard II. nach Irland teil. Vor Februar 1401 starb sein Vater und hinterließ ihm Grafton Regis, Stoke Bruern sowie weiteren Besitz in Northamptonshire. Dazu erbte er von ihm die Güter Bow Brickhill und Caldecote in Buckinghamshire, dazu kamen weitere kleine Besitzungen. Über die Jahre erweiterte er durch Landkäufe in Paulerspury und Elulcote in Northamptonshire und bei Burton in Buckinghamshire seinen Besitz. Durch seine erste Frau war er Lord von Figheldean in Wiltshire geworden. Im Gegensatz zu vielen seiner Zeitgenossen musste er über seine Erbansprüche keine größeren Prozesse führen. Als wohlhabender Grundherr war er oft Zeuge bei Vertragsschlüssen seiner Nachbarn in Northamptonshire, dazu übernahm er mehrfach die Verwaltung von Gütern und Besitzungen bei Erbstreitigkeiten oder bei Unmündigkeit der Erben. 1415 betraute ihn König Heinrich V. mit der Bewachung der Franzosen Raoul de Gaucourt und Jean d’Estouteville, die bei der Belagerung von Harfleur in englische Gefangenschaft geraten waren. Gaucourt blieb bis 1422 und d’Estouteville bis Mai 1419 in Gefangenschaft. 
Insgesamt sechsmal, von November 1406 bis November 1407, von November 1410 bis Dezember 1411 und von Dezember 1415 bis November 1416 sowie von November 1420 bis November 1423 und von November 1428 bis Februar 1430 und letztlich von November 1430 bis November 1434 war Wydeville Sheriff von Northamptonshire. Dazu war von März 1413 bis Februar 1422 und von Februar bis Juli 1432 Friedensrichter von Northamptonshire. Von Dezember 1416 bis Ende November 1437 war er Escheator von Northants. and Rutland. Im April 1414 sowie 1426 vertrat er Northamptonshire als Abgeordneter im House of Commons.

## Familie und Erbe
Er heiratete um 1396 Elizabeth, Tochter und Miterbin von Thomas Lyons und Margaret Lyons. Nach dem Tod seiner Schwiegereltern erbte er zusammen mit seinem Schwager deren Besitzungen, darunter einen ansehnlichen Grundbesitz von Ashton, Burton, Milton und Woolvershill in Somerset, zusammen mit Besitz in Bristol hatte er 1412 daraus jährliche Einkünfte in Höhe von £ 80.
In zweiter Ehe heiratete er Alice. Er überlebte jedoch sowohl seinen einzigen Sohn aus erster Ehe wie seine beiden Frauen. Er wurde in der St Owen's Church in Bromham in  Bedfordshire begraben, wo seine Grabplatte erhalten ist. Da er ohne überlebenden Nachkommen starb, wurde seine Schwester, die verwitwete Elizabeth Ragon, sowie die Kinder seiner verstorbenen Schwester Agnes Halewell seine Haupterbinnen. Sein jüngerer Halbbruder Richard erbte Grafton Regis sowie Land bei Cleyley.